# 柿餅

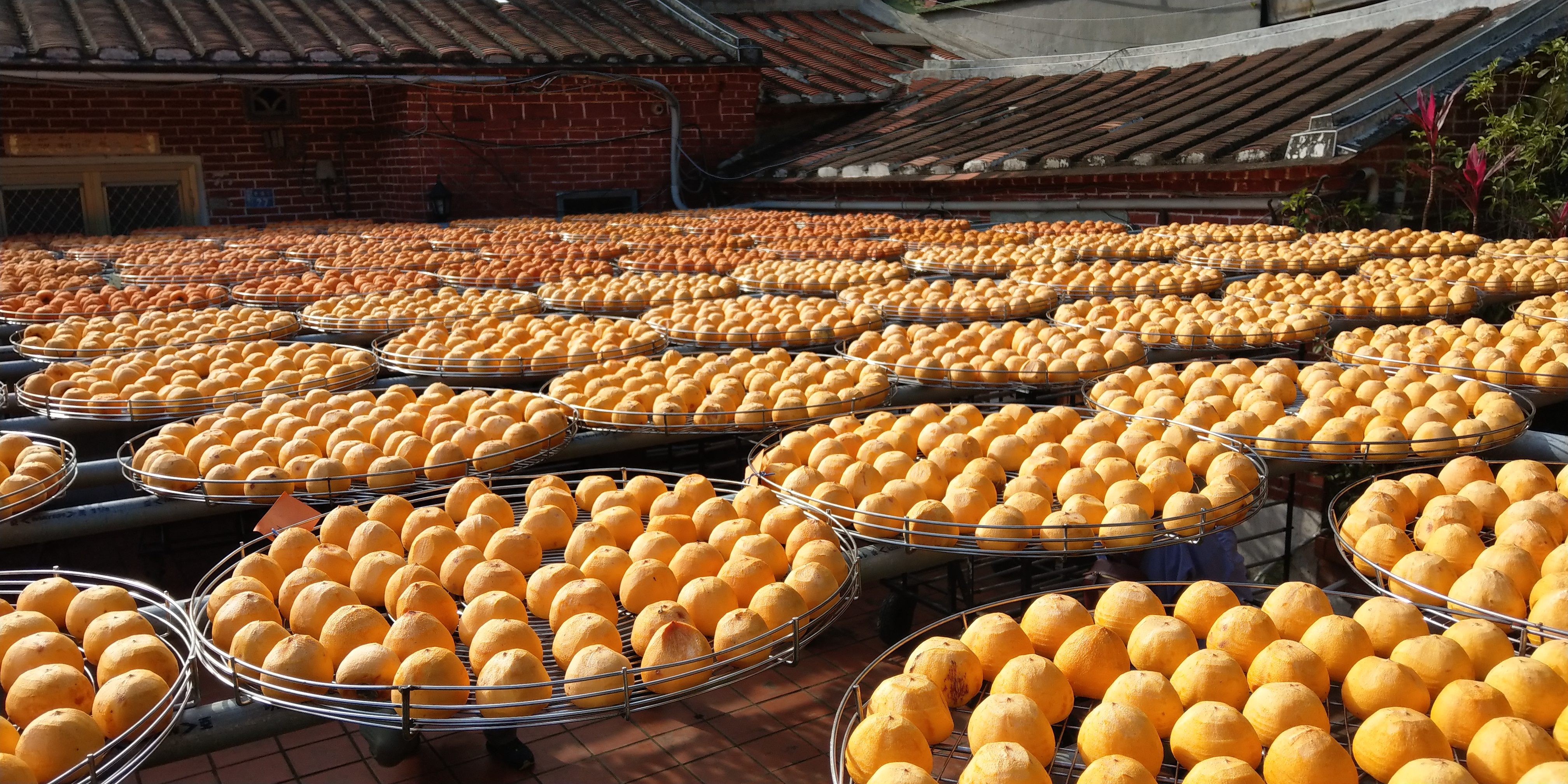
製作柿餅過程中將削皮的柿子置於陽光下曝曬（攝於新竹縣新埔鎮）。

柿餅是一種將柿子乾燥而製成果乾的食品，也稱為乾柿或柿乾。可以直接食用或是入菜
，也有記載可當藥用。在東亞國家如中國、韓國、日本 都有類似的食品。
在台灣，新竹縣的新埔與北埔為柿餅的主要產地。

## 原料與製作
臺灣的柿子有兩種，包括進口的甜柿與本土的澀柿。甜柿在1930年代自日本引進，但1980年代才試種成功，削皮之後即可以食用。主要分布在臺中、嘉義、新竹等地海拔較高、氣溫較低的山區。另一種本土柿子叫澀柿，需要浸泡在石灰水、酒精幾天脫澀之後，才能食用。但是澀柿也可以加工成柿餅。台灣目前用來製做成柿餅的原料以牛心柿、筆柿及石柿為最多。柿農會選在柿果由青轉黃，但果實未開始軟化之前即採摘柿果，依序進行清洗、削皮、乾燥、拈壓、整型與殺菌等過程後，就能成為口感佳的柿餅。其中，乾燥的流程有依日曬柿餅、柴燒烘乾、風吹等多次循環的傳統古法，也有使用乾燥機快速烘乾的方式。

## 外部連結
- 柿之脫澀 （页面存档备份，存于）